# BMW Alpina B3 Bi-Turbo
De BMW Alpina B3 Bi-Turbo is een automodel op basis van de 3-reeks van BMW, gebouwd door de Duitse automobielconstructeur Alpina. De auto wordt aangedreven door een aangepaste motor uit de BMW 335i, die een TwinScroll turbo heeft.  De "B" staat voor benzine, er is namelijk ook een dieselvariant, de BMW Alpina D3 Bi-Turbo.
De huidige B3 is gebaseerd op de 3-serie van de F30-generatie en is dus verkrijgbaar als sedan en touring variant.
Beide zijn ook verkrijgbaar als Allrad, dus met vierwielaandrijving.
Als Coupé of Cabriolet is hij verkrijgbaar als B4 Bi-Turbo, deze is gebaseerd op de 4-serie van BMW.

## Motor
De drieliter zes-in-lijn gaat van 306 pk - in de 335i - naar 410 pk. Alpina deed dit door de montage van een tweede turbo, sturing van de directe injectie aan te passen en de standaardzuigers te vervangen door exemplaren van Mahle. Daardoor kon de - relatieve - turbodruk verhoogd worden tot 1,1 bar (335i: 0,6 bar). Zo werd de compressieverhouding verlaagd van 11,0 : 1 naar 9,4 : 1.
Het koppel steeg ook, van 400 Nm (335i) naar 600 Nm bij 3.800 - 5.000 tpm. 
Het is hiermee de tweede koppelrijkste zescilinder op benzine, na de Porsche 911 Turbo.

## Automaat
De B3 is uitgerust met een achttraps automaat van ZF (Switch-Tronic), net als de 335i. Alleen, waar de 335i is uitgerust met een 8HP45 (max. 450Nm), is de B3 uitgerust met een 8HP70 (max. 700Nm). De spreiding die BMW gebruikt voor de 335i is wel hetzelfde, maar kreeg een verfijnde sturing en geïntegreerde schakelflippers achter het stuur. Net als bij BMW beschikt deze over een Sport-stand (automatisch).

## Prestaties
De B3 is qua prestaties zelfs een concurrent van de M3, die 431 pk en 550 Nm heeft. Hij trekt van 0 naar 100 km/h vanuit stilstand in 4,3 seconden (Touring 4,4). De kilometer met start vanuit stilstand verloopt in 23,5 seconden (0,5 - 1 seconde sneller dan de M3) en de topsnelheid bedraagt 303 km/h (Touring 300 km/h) (Alpina doet niet mee met het Gentlemen's Agreement).